# Stagonospora dulcamarae
Stagonospora dulcamarae är en svampart som beskrevs av Pass. 1888. Stagonospora dulcamarae ingår i släktet Stagonospora och familjen Phaeosphaeriaceae.   Inga underarter finns listade i Catalogue of Life.